# Нова Клодієва дорога

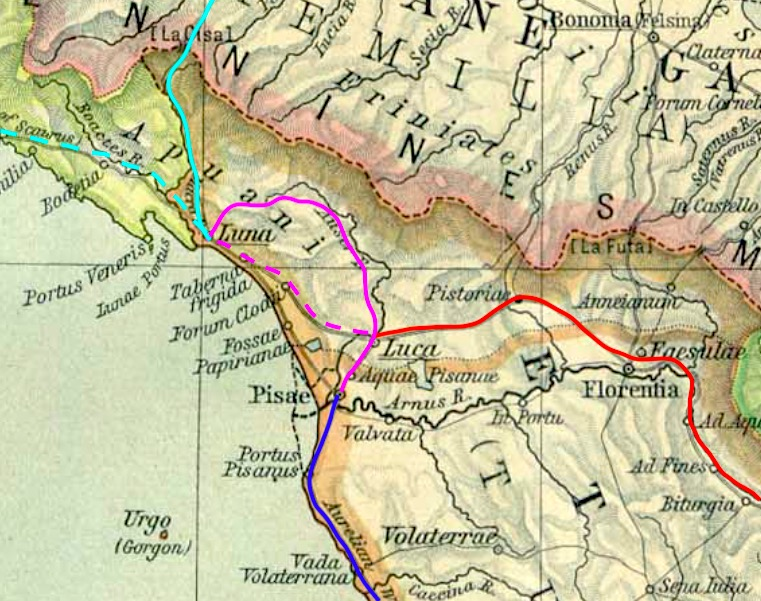
Нова Клодієва дорога

43°50′34″ пн. ш. 10°30′10″ сх. д. / 43.842842° пн. ш. 10.502867° сх. д.
Нова Клодієва дорога (лат. Via Clodia Nova) — римська дорога, побудована консулом Марком Клавдієм Марцеллом в 183 р. до н.е.
Дорога йшла від Луки (лат. Luca, зараз Лукка) вздовж річки Серкіо через історичну область Forum Clodii (зараз Гарфаньяна, італ. Garfagnana) до міста П'яцца-аль-Серкьо і далі на північ в напрямку Luni, проходила через перевал Tea (955 м), перетинала область Фоздіново та з'днувалась з Кассієвою дорогою .